# Gehirnbläschen
Gehirnbläschen, auch Hirnbläschen genannt, treten während der Embryonalentwicklung bei Chordatieren als erste sichtbare Strukturen des sich entwickelnden Gehirns auf. Sie entstehen in der Anlage des zentralen Nervensystems als Erweiterungen des vorderen Neuralrohrs im Zusammenhang mit der Entwicklung eines Kopfbereichs, in dem besondere Sinnesorgane ausgebildet werden.
Bei den freibeweglichen Larvenstadien von Manteltieren (Urochordata) wie Seescheiden bildet sich am vorderen Ende des im Schwanzbereich über der Chorda dorsalis gelegenen Neuralrohrs eine als „Viszeralganglion“ bezeichnete Ansammlung von motorischen Nervenzellen aus, und davor ein sensorisches Bläschen mit unpaaren Sinnesorganen (Statocyste, Lichtsinnesorgane, Druckrezeptoren). Daneben liegt ein zweites Bläschen, das beim adulten sessilen (festsitzenden) Tier zum „Zerebralganglion“ wird, denn das übrige zentrale Nervensystem (larvales sensorisches Bläschen, Viszeralganglion, Neuralrohr) sowie Schwanz samt Muskulatur werden rückgebildet.
Bei den zu den Schädellosen (Cephalochordata) zählenden Lanzettfischchen ist der vordere Abschnitt des – in ganzer Länge dorsal über dem Achsenskelett der Chorda liegenden (epichordalen) – Neuralrohrs zu einem „Zerebralvesikel“ erweitert. In diesem Gehirnbläschen liegen vorne ein unpaares Lichtsinnesorgan als Frontalauge und ein sekretorisches Infundibularorgan, mitten ein photorezeptiver Lamellarkörper und Projektionsneuronen, hinten primäre motorische Neuronen.

Stadien in der Embryogenese des Gehirns von Schädeltieren: Aus dem vorderen Neuralrohr entstehen zunächst drei primäre Hirnbläschen von Prosencephalon, Mesencephalon und Rhombencephalon (linke Bildhälfte, ungefähr 5. Woche beim Menschen). Danach differenziert das Prosencephalon in Telencephalon und Diencephalon sowie das Rhombencephalon in Metencephalon und Myelencephalon, sodass fünf sekundäre Hirnbläschen unterschieden werden.

Bei Schädeltieren (Craniata) – die zusammen mit den Manteltieren und den Schädellosen als Chordatiere gefasst werden – wie dem Menschen entwickelt sich das Gehirn ebenfalls aus dem vorderen Neuralrohr, das noch über die Chorda dorsalis hinaus nach vorne (rostral) reicht. Der prächordale Anteil wird so als Archencephalon („Urhirn“) vom epichordal gelegenen Hirnanteil des Deuterencephalon („Zweithirn“) unterschieden und abgesetzt durch die bauchseitige Falte (Plica encephali ventralis) der Scheitelbeuge, auch Mittelhirnbeuge (Flexura mesencephalica) genannt. Denn zwischen diese beiden Anteile schiebt sich ein mittlerer Hirnanteil, wodurch drei primäre Hirnbläschen entstehen:
- das (aus dem Archencephalon hervorgegangene) Prosencephalon (Vorderhirn),
- das daran schließende Mesencephalon (Mittelhirn) und
- das Rhombencephalon (Rautenhirn).

Diese aus dem vorderen Neuralrohr entstandene primäre Gehirnanlage geht hinter der Nackenbeuge (Flexura cervicalis) nach kaudal ohne scharfe Grenze in den das Rückenmark bildenden medullaren Neuralrohrabschnitt über.
Durch anschließende weitere Differenzierung der Anlagen des Prosencephalons in zwei Hirnbereiche sowie die Untergliederung des Rhombencephalons in zwei Bereiche durch die Brückenbeuge (Flexura pontina) wird dann die für alle Wirbeltiere typische fünfteilige Gliederung des Gehirns erreicht, angelegt als fünf sekundäre Hirnbläschen:
- Telencephalon (Endhirn),
- Diencephalon (Zwischenhirn),
- Mesencephalon (Mittelhirn),
- Metencephalon (Hinterhirn) und
- Myelencephalon (Markhirn).

Aus dem Lumen des Neuralrohrs wird das liquorführende System der Hirnventrikel und der Zentralkanal des Rückenmarks.